# Xã đặc quyền Oakland, Michigan
Xã Oakland (tiếng Anh: Oakland Township) là một xã thuộc quận Oakland, tiểu bang Michigan, Hoa Kỳ. Năm 2010, dân số của xã này là 16.779 người.